# 2001年當選的皇家學會會士列表
2001年當選的皇家學會會士列表已在下方悉数列出。

## 会士
1. 戴维·阿特维尔
2. 戴维·鲍尔库姆
3. John Beddington（英语：John Beddington）
4. 蒂姆·伯纳斯-李
5. Robert J. Birgeneau（英语：Robert J. Birgeneau）
6. J·理查德·邦德
7. Hugh Bostock（英语：Hugh Bostock）
8. Keith Burnett（英语：Keith Burnett）
9. Paul Callaghan（英语：Paul Callaghan）
10. Graham Leon Collingridge（英语：Graham Collingridge）
11. 詹姆斯·F·克罗[3]
12. 理查德·道金斯
13. Roger Philip Ekins（英语：Roger Ekins）
14. 哈利·艾德菲德
15. Anthony G. Evans（英语：Anthony G. Evans）
16. Brian Leonard Eyre（英语：Brian Eyre）
17. Peter Gluckman（英语：Peter Gluckman）
18. Charles Godfray（英语：Charles Godfray）
19. Brigid L M Hogan（英语：Brigid Hogan）
20. John David Hunt
21. Frances Kirwan（英语：Frances Kirwan）
22. 什里尼瓦斯·库尔卡尼
23. Andrew Greig William Leslie[4]
24. 邁可·列維特
25. Robin Lovell-Badge（英语：Robin Lovell-Badge）[5]
26. Paul Anthony Madden（英语：Paul Madden）
27. Michael Stewart Paterson（英语：Mike Paterson）
28. Bruce Anthony John Ponder（英语：Bruce Ponder）
29. Geoffrey Raisman（英语：Geoffrey Raisman）
30. 艾伦·桑德奇[6]
31. Dale Sanders（英语：Dale Sanders）
32. David William Schindler（英语：David Schindler）
33. George M. Sheldrick（英语：George M. Sheldrick）
34. Sheila Sherlock（英语：Sheila Sherlock）[7]
35. Thomas James Simpson[8]
36. Adrian Frederick Melhuish Smith（英语：Adrian Smith (statistician)）
37. Mandyam Veerambudi Srinivasan（英语：Mandyam Veerambudi Srinivasan）
38. 艾恩·史都華
39. Roger Ian Tanner[9]
40. Marc Trevor Tessier-Lavigne（英语：Marc Tessier-Lavigne）
41. Nicholas Kester Tonks（英语：Nicholas Kester Tonks）
42. William George Unruh（英语：W. G. Unruh）
43. Bryan Ronald Webber（英语：Bryan Ronald Webber）
44. Alex James Wilkie（英语：Alex James Wilkie）

## 外籍会士
1. 阿列克谢·阿列克谢耶维奇·阿布里科索夫[10]
2. Alan Bicksler Fowler（英语：Alan Bicksler Fowler）[11]
3. Clara Franzini-Armstrong（英语：Clara Franzini-Armstrong）[12]
4. 亞米德·齊威爾[13]

## 荣誉会士
- 帕特里克·穆爾